# Jef Geeraerts
Jef Geeraerts, de nombre completo Joseph Adriaan Anna Geeraerts (Amberes, 23 de febrero de 1930 - 11 de mayo de 2015), fue un escritor belga neerlandófono. 
Trabajó como administrador colonial en Yandongi y Bumba en el Congo Belga. De regreso a Bélgica en 1960 se dedicó a la escritura y siguió unos cursos de filología germánica en la Universidad Libre de Bruselas.